# Bistum Xinyang
Das Bistum Xinyang (lat.: Dioecesis Siniamensis) ist ein römisch-katholisches Bistum mit Sitz in Xinyang in der Volksrepublik China.

## Geschichte
Papst Pius XI. gründete die Apostolische Präfektur Sinyangchow  mit dem Breve Ex hac divi  am 15. Dezember 1927 aus Gebietsabtretungen des Apostolischen Vikariats Kaifeng. Am 2. März 1933 verlor es einen Teil ihres Territoriums zum Wohle der Errichtung der Apostolischen Präfektur Zhumadian.
Am 25. April 1933 wurde sie zum Apostolischen Vikariat erhoben. Mit der Apostolischen Konstitution Quotidie Nos wurde es am 11. April 1946 zum Bistum erhoben. Zumindest bis 1993 hat die Diözese nie wieder einen Bischof gehabt nach der Vertreibung der Steyler Missionare im Jahr 1950. 

## Ordinarien

### Apostolischer Präfekt von Sinyangchow
- Georg Froewis SVD (1. August 1928 – 25. April 1933)

### Apostolische Vikare von Sinyangchow
- Hermann Schoppelrey SVD (13. Dezember 1933 – 25. Mai 1940)
- Vitus Chang SVD (8. Juli 1941 – 11. April 1946)

### Bischöfe von Xinyang
- Vitus Chang SVD (11. April 1946 – 13. November 1949)
- Anton Pott SVD, ernannter Bischof (8. März 1951 – 6. Februar 1953)